# Samonaprowadzanie pasywne
Samonaprowadzanie pasywne – jedna z grup układów samonaprowadzania pocisków na cel. Samonaprowadzanie pasywne stosuje się przy kierowaniu pocisków na obiekty, które są silnym źródłem promieniowania podczerwonego, świetlnego, radiowego lub źródłem drgań akustycznych.
Odbiornik promieniowania znajduje się na pokładzie pocisku.